# نوک‌آباد
نوک‌آباد، شهری در بخش مرکزی شهرستان تفتان در استان سیستان و بلوچستان ایران است. این شهر، مرکز شهرستان تفتان است.

## جمعیت
بر پایه سرشماری عمومی نفوس و مسکن در سال ۱۳۹۵، جمعیت شهر نوک‌آباد برابر با ۵٬۲۶۱ نفر (۱٬۳۷۰ خانوار) بوده‌است.